# Nuraghensiedlung

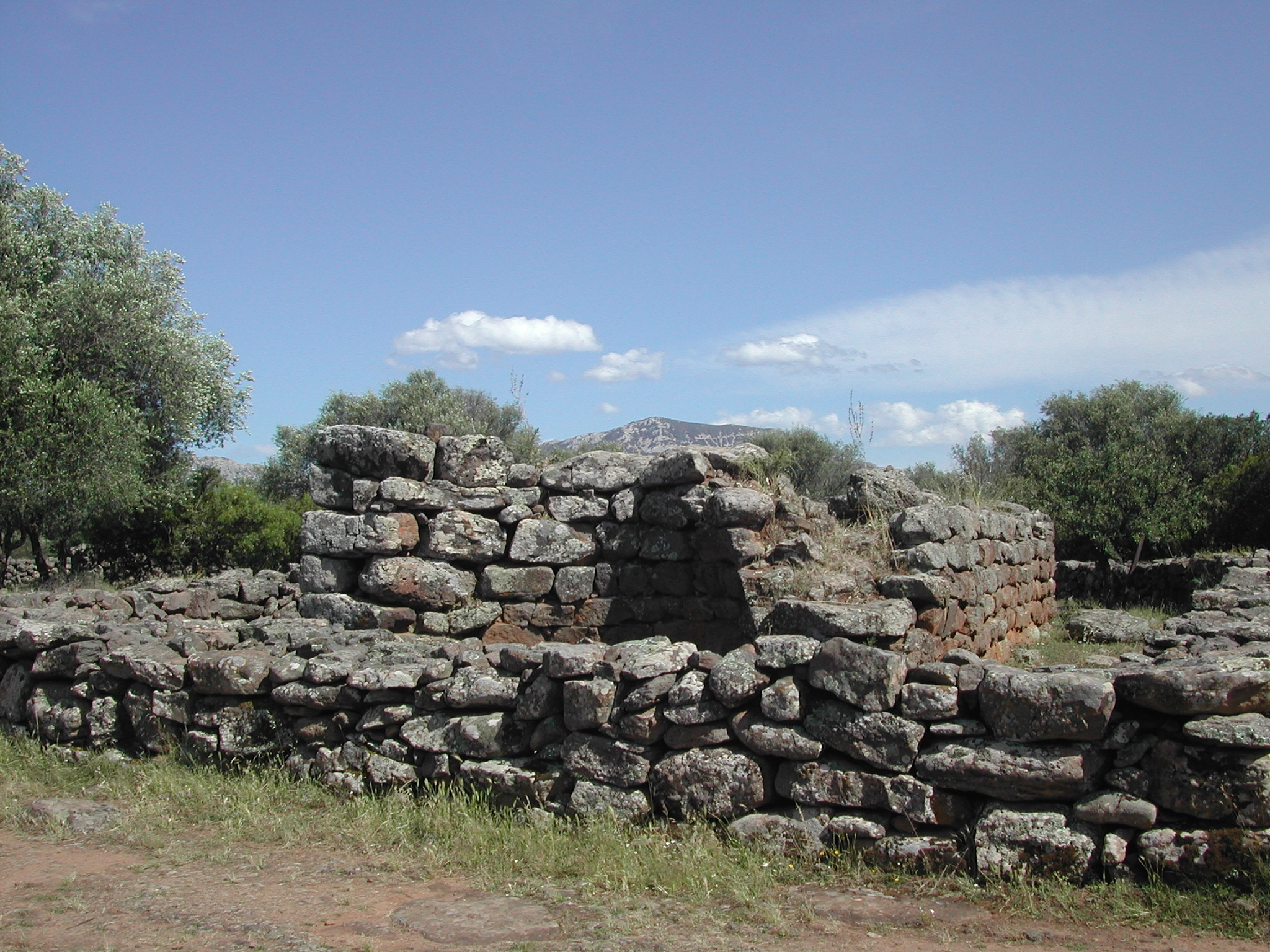
Tempel der Siedlung Serra Orrios

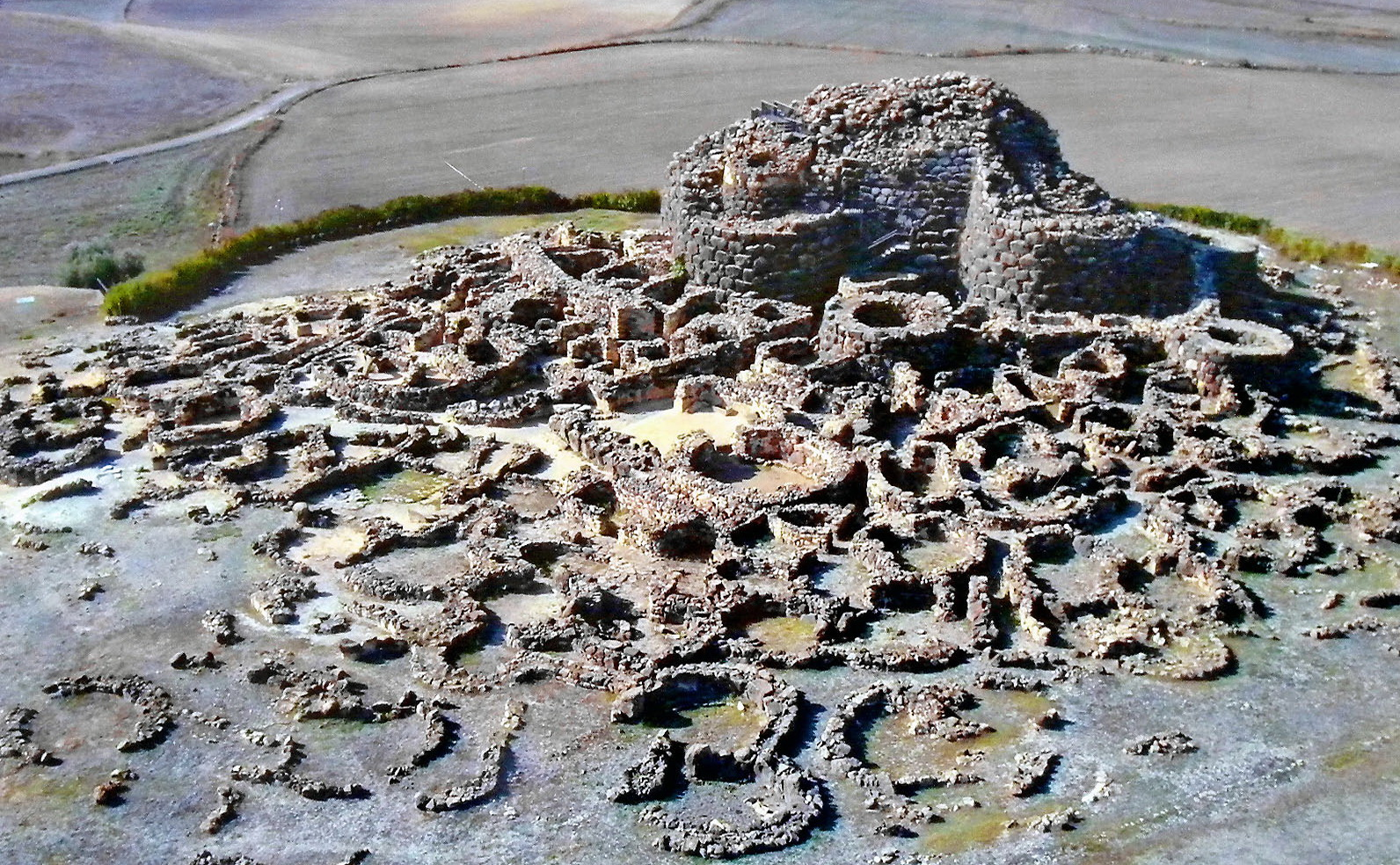
Nuraghensiedlung

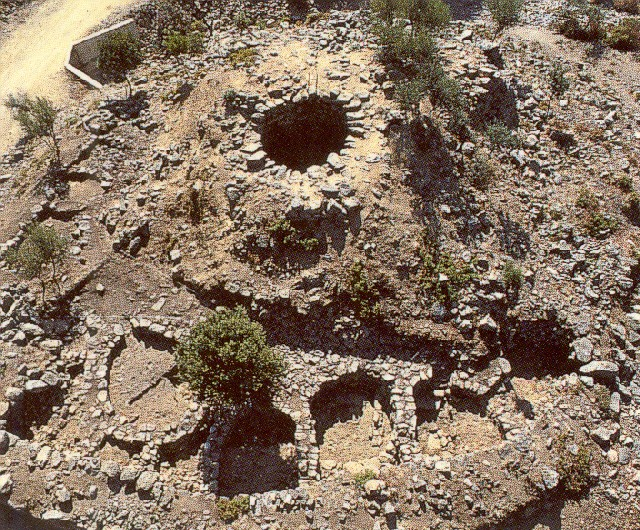
Nuraghensiedlung Bau Nuraxi in Triei

Die Nuraghensiedlung ist, anders als die Anhäufung von Bauten um Großnuraghen (z. B. Su Nuraxi bei Barumini oder Palmavera bei Alghero, S’Urachi bei San Vero Milis und ähnlich großen Nuraghen-Komplexen), nicht von einem Gewirr zellenartiger Rundbauten umgeben, sondern eine neue endnuraghische, vermutlich in ihrer Entstehungsphase bereits abgebrochene, daher sehr diffuse Form sardischer Kultplätze.
Sie entstanden mitunter, wie Serra Orrios völlig ohne eine Nuraghe, in anderen Dörfern ist der relativ kleine Nuraghe nur eine Randerscheinung. Stellvertretend für neue Elemente der Architektur seien die sardischen Megarontempel in Dòmu d’Urxia, Malchittu und Serra Orrios genannt. Daneben sind die zeitnahen, architektonisch völlig neuartigen oder anders kombinierten Brunnentempel von Su Romanzesu (auch Poddi Avru genannt) bei Bitti, Gremonu und neuartige Rundheiligtümer für Wasserkulte wie Sa Sedda ’e Sos Carros bei Oliena anzuführen.
Die nachstehenden Siedlungen sind abweichend in der Form, jedoch zumeist partiell mit einem an bekannte Bauformen wie Brunnentempel oder Rundbauten (Capanne circular) anknüpfenden Bereich ausgestattet. Auffallend ist, dass die meisten Plätze in der Provinz Nuoro am Rande der Barbagia liegen.
- Dòmu d’Urxia, (auch e’Urxia; oder de Orgia) bei Esterzili, Provinz Sud Sardegna
- Lu Brandali, Santa Teresa di Gallura,  Provinz Sassari
- Punta Unossi, Florinas, Provinz Sassari
- Malchittu, (Albucciu) bei Arzachena, Provinz Sassari
- Nuraghensiedlung vom Monte Sant’Antonio, Provinz Sassari
- Selene, bei Lanusei, Provinz Ogliastra
- Sa Carcaredda, bei Villagrande Strisaili, Provinz Ogliastra
- Sa Sedda ’e Sos Carros, bei Oliena Provinz Nuoro
- Su Romanzesu, bei Bitti, (Ort der Hexen) Provinz Nuoro
- Sa Mandra ’e Sa Giua bei Ossi Provinz Sassari
- Serra Orrios, bei Dorgali, Provinz Nuoro
- Seruci, bei Gonnesa, Provinz Sud Sardegna
- S’Arcu e is Forros, bei Villanova Strisaili, Provinz Ogliastra
- S’Urbale bei Teti, Provinz Nuoro
- Sa Íriu, bei Gergei, Provinz Nuoro
- Tiscali (auch Monte Tiscali), bei Oliena, Provinz Nuoro